# Le Gai savoir
Le Gai savoir és una pel·lícula de Jean-Luc Godard, començada abans del maig del 68 i acabada després. Coproduïda per l'O.R.T.F., la pel·lícula, una vegada acabada, és refusada per la televisió francesa, i després de la seva sortida a sales és prohibida per la censura.

## Argument
Dos joves militants, Patricia i Emile, es reuneixen en un estudi de televisió desert i comencen a discutir sobre idees cinematogràfiques radicals. Émile és rebesnet de Jean-Jacques Rousseau i Patricia, filla de la Revolució Cultural. Escenes de la revolta estudiantil de Paris, de la Guerra de Vietnam, i d'altres esdeveniments de finals dels anys 1960, juntament amb cartells, fotografies, i dibuixos, fan de fons a les seves paraules. Estan d'acord que el cinema ha de reinventar-se per sobreviure, ha de tornar fins als seus orígens i tornar a començar des del principi, usant el so i la imatge en una manera radicalment diferent.

## Repartiment
- Jean-Pierre Léaud: Ell, Emile Rousseau
- Juliet Berto: Ella, Patricia Lumumba
- Anne Wiazemsky

## Nominacions
- Os d'Or al Festival Internacional de Cinema de Berlín 1969 per Jean-Luc Godard.